# Exocelina pseudopusilla
Exocelina pseudopusilla es una especie de escarabajo del género Exocelina, familia Dytiscidae. Fue descrita científicamente por Shaverdo & Balke in Shaverdo et al. en 2018.

## Distribución geográfica
Habita en Australia y en Nueva Zelanda.